# Rodacki
Rodacki – polski herb szlachecki znany z jedynego wizerunku pieczętnego.

## Opis herbu
W polu ramię trzymające gałązkę z trzema różami.

## Najwcześniejsze wzmianki
Pieczęć A. Rodackiego z 1564.

## Herbowni
Rodacki.